# Maria Josepha von Harrach

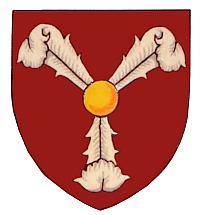
Wappen

Gräfin Maria Josepha von Harrach zu Rohrau und Thannhausen (Maria Josepha Barbara Waldburga Hildegardis; * 20. November 1727 in Wien; † 15. Februar 1788 ebenda) war durch Heirat Fürstin von Liechtenstein.

## Biografie

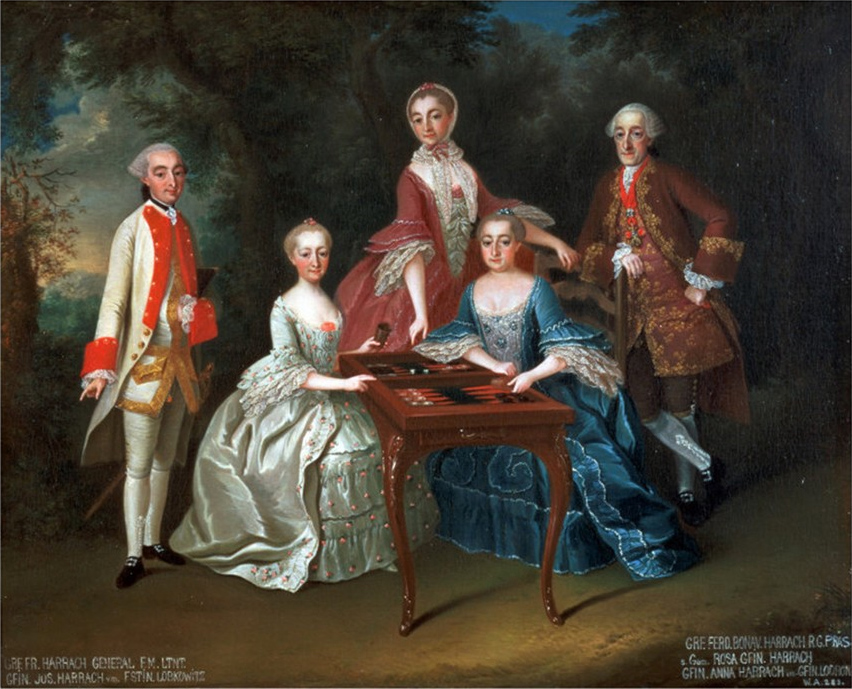
Maria Josepha von Harrach mit ihren Geschwistern und ihrem Schwager (Onkel)

Maria Josepha war eine Tochter des Grafen Friedrich August von Harrach zu Rohrau und Thannhausen (1696–1749) und dessen Gemahlin Eleonora, geborene Fürstin von Liechtenstein (1702–1757). Am 19. März 1744 heiratete sie in Wien ihren Cousin Fürst Johann Nepomuk Karl von und zu Liechtenstein (1724–1748), Sohn des Fürsten Joseph I. von und zu Liechtenstein (1690–1732) und dessen dritter Gemahlin Maria Anna, geborene Gräfin zu Oettingen-Spielberg (1693–1729). Aufgrund der nahen Verwandtschaft bedurfte die Eheschließung einer päpstlichen Dispens. Aus der Ehe gingen drei Kinder hervor. Vier Jahre nach der Vermählung verstarb ihr Gemahl im Alter von 24 Jahren.
Nach sechsjähriger Witwenschaft heiratete sie in zweiter Ehe am 28. November 1752 in Wien Fürst Joseph Maria Karl von Lobkowitz (1725–1802), Sohn des Fürsten Georg Christian von Lobkowitz (1686–1755) und dessen Gemahlin Carolina, geborene Gräfin von Waldstein (1702–1780). Aus dieser Ehe gingen vier Kinder hervor.
Maria Josepha verstarb am 15. Februar 1788 in Wien. Ihr Leichnam wurde nach Raudnitz überführt und im dortigen Kapuzinerkloster bestattet. Ihr Grab ist nicht mehr erhalten.

## Nachkommen
Aus erster Ehe:
- Maria Anna (1745–1752)
- Joseph Johann Nepomuk (*/† 1747)
- Maria Antonia (1749–1813) ⚭ 1768 Fürst Wenzel Paar (1744–1812)

Aus zweiter Ehe:
- Maria Eleonora (1753–1802), Ordensschwester
- Joseph Bernhard (1754–1768)
- Maria Josepha (1756–1823) ⚭ 1776 Prinz Karl von Auersperg-Trautson (1750–1822)
- Ferdinand (1759–1761)

## Auszeichnungen
- Sternkreuzordensdame